# الفهم عبر التصميم
الفهم عبر التصميم (بالإنجليزية: Understanding by Design) أو UbD، هو نهج تخطيط تعليمي. UbD هو مثال على التصميم العكسي، وهو أسلوب النظر إلى أهداف التعلم من أجل تصميم وحدات المناهج وتقييمات الأداء والتعليم في الفصل. يركز نهج الفهم عبر التصميم على التدريس بهدف تحقيق الفهم. وقد دعا إليه جاي ماكتيجي وغرانت ويجينز في الفهم عبر التصميم (1998) الذي نشرته جمعية الإشراف وتطوير المناهج.  يعد الفهم عبر التصميم علامة تجارية مسجلة لجمعية الإشراف وتطوير المناهج (ASCD).

## التصميم العكسي
يعتمد الفهم عبر التصميم على ما يسميه ويجينز وماكتيجي «التصميم العكسي» (المعروف أيضًا باسم «التخطيط العكسي»). وفقًا لمؤيدي UbD، يبدأ المعلمون تقليديًا في تخطيط المناهج الدراسية بالأنشطة والكتب المدرسية بدلاً من تحديد أهداف التعلم في الفصل أولاً ثم التخطيط لتحقيق هذه الأهداف. في التصميم العكسي، يبدأ المعلم بتحديد أهداف الفصل الدراسي ثم يخطط للمناهج الدراسية، حيث يختار الأنشطة والمواد التي تساعد في تحديد قدرة الطلاب وتعزيز تعلمهم.
لنهج التصميم العكسي ثلاث مراحل. المرحلة الأولى تحتوي على تحديد النتائج المرجوة للطلاب. قد يتم استخدام معايير المحتوى أو معايير الدولة الأساسية. تحدد المرحلة الأولى: «سوف يفهم الطالب...» وتسرد أسئلة أساسية توجه المتعلم إلى الفهم. المرحلة الثانية هي تقييم استراتيجيات التعلم. المرحلة الثالثة قائمة بالأنشطة التعليمية التي ستقود الطلاب إلى النتائج المرجوة.

## التدريس بهدف الفهم
يجادل سميث وسيجل في مقالهما عن تدريس العلوم «أن التعليم يهدف إلى نقل المعرفة: يتم تعليم الطلاب جزئيًا حتى يتمكنوا من معرفة الأمور». بينما يمكن للطالب معرفة الكثير حول موضوع معين، بدأ المعلمون على مستوى العالم في دفع طلابهم لتجاوز عملية الاسترجاع البسيطة. هذه هي النقطة التي يلعب بها الفهم دورًا مهمًا. الهدف من «التدريس بهدف الفهم» هو تزويد الطلاب بالأدوات اللازمة لأخذ ما يعرفونه فعلاً، وما سيعرفونه في النهاية، وإقامة روابط واعية بين الأفكار. في عالم مليء بالبيانات، لا يستطيع المعلمون سوى مساعدة الطلاب على تعلم عدد صغير من الأفكار والحقائق. لذا من المهم أن نوفر للطلاب الأدوات اللازمة لتحليل وفهم الأفكار. تكمن القدرة على نقل المهارات في صميم تقنية ماكتيجي وويجينز. إذا كان الطلاب قادرون على نقل وتطبيق المهارات التي تعلموها في الفصل في مواقف غير مألوفة، سواء أكانت أكاديمية أو غير أكاديمية، فيُقال إنهم يفهمون الموضوع حقًا.
تم استخدام التدريس بهدف الفهم كإطار لتطوير تعليم القراءة والكتابة لطلاب اللغة الإنجليزية كلغة ثانية أو أجنبية (TESOL)، انظر Pearson and Pellerine (2010) 

## روابط خارجية
- جرانت ويجينز 1950-2015 تعليم أصيل
- بوين، ريان س. (2017). الفهم بالتصميم . مركز جامعة فاندربيلت للتدريس. تم الاسترجاع 4/2/2020